# Récompenses des Bucks de Milwaukee
Les Bucks de Milwaukee sont une franchise de basket-ball américaine évoluant dans la National Basketball Association. Cet article regroupe l'ensemble des récompenses des Bucks de Milwaukee durant les saisons NBA.

## Titres de l'équipe

### Champion NBA
Les Bucks ont gagné 2 titres de champion NBA : 1971, 2021.

### Champion de conférence
Ils ont remporté 2 titres de champion de la Conférence Ouest : 1971, 1974.
Ainsi qu'un titre de champion de la Conférence Est : 2021.

### Champion de division
Les Bucks ont été 19 fois champions de leur division : 1971, 1972, 1973, 1974, 1976, 1980, 1981, 1982, 1983, 1984, 1985, 1986, 2001, 2019 et 2020, 2021, 2022, 2023 et 2024.
Ces titres se répartissent en 6 titres au sein de la division Midwest et 13 titres au sein de la division Centrale.

### NBA Cup
Les Bucks ont remporté un titre de la NBA Cup : 2024.

## Titres individuels

### MVP
- Kareem Abdul-Jabbar (x3) – 1971, 1972, 1974
- Giánnis Antetokoúnmpo (x2) – 2019, 2020

### MVP des Finales
- Kareem Abdul-Jabbar – 1971
- Giánnis Antetokoúnmpo – 2021

### MVP de la NBA Cup
- Giánnis Antetokoúnmpo – 2024

### Défenseur de l'année
- Sidney Moncrief (x2) – 1983, 1984
- Giánnis Antetokoúnmpo – 2020

### Rookie de l'année
- Kareem Abdul-Jabbar – 1970
- Malcolm Brogdon – 2017

### 6ème homme de l'année
- Ricky Pierce (x2) – 1987, 1990

### Meilleure progression de l'année
- Giánnis Antetokoúnmpo – 2017

### Entraîneur de l'année
- Don Nelson (x2) – 1983, 1985
- Mike Budenholzer – 2019

### Exécutif de l'année
- John Hammond – 2010
- Jon Horst – 2019

### NBA Community Assist Award
- George Hill – 2020

### NBA Sportsmanship Award
- Jrue Holiday – 2021

### Twyman-Stokes Teammate of the Year Award
- Jrue Holiday (x2) – 2022, 2023

## Hall of Fame

### Joueurs
16 hommes ayant joué aux Bucks principalement, ou de façon significative pendant leur carrière ont été introduits au Basketball Hall of Fame (également appelé Naismith Memorial Basketball Hall of Fame).
| Joueur              | Activité aux Bucks | Activité aux Bucks    | Hall of Fame        |
| Joueur              | Années             | Titres avec Milwaukee | Année intronisation |
| ------------------- | ------------------ | --------------------- | ------------------- |
| Oscar Robertson     | 1970–1974          | 1                     | 1980                |
| Dave Cowens         | 1982–1983          | 0                     | 1991                |
| Nate Archibald      | 1983–1984          | 0                     | 1991                |
| Bob Lanier          | 1980–1984          | 0                     | 1992                |
| Kareem Abdul-Jabbar | 1969–1975          | 1                     | 1995                |
| Alex English        | 1976–1978          | 0                     | 1997                |
| Moses Malone        | 1991–1993          | 0                     | 2001                |
| Adrian Dantley      | 1990–1991          | 0                     | 2008                |
| Gary Payton         | 2003               | 0                     | 2013                |
| Guy Rodgers         | 1968–1970          | 0                     | 2014                |
| Ray Allen           | 1996–2003          | 0                     | 2018                |
| Sidney Moncrief     | 1979–1990          | 0                     | 2019                |
| Jack Sikma          | 1986–1991          | 0                     | 2019                |
| Bob Dandridge       | 1969–1977 1981     | 1                     | 2021                |
| Toni Kukoč          | 2002–2006          | 0                     | 2021                |
| Pau Gasol           | 2019               | 0                     | 2023                |

### Entraineurs, managers et contributeurs
| Personnalité | Activité aux Bucks | Activité aux Bucks    | Activité aux Bucks   | Hall of Fame        | Hall of Fame |
| Personnalité | Années             | Titres avec Milwaukee | Fonction             | Année intronisation | Qualité      |
| ------------ | ------------------ | --------------------- | -------------------- | ------------------- | ------------ |
| Wayne Embry  | 1972–1979          | 0                     | manager général      | 1999                | contributeur |
| Hubie Brown  | 1972–1974          | 0                     | entraîneur assistant | 2005                | contributeur |
| Don Nelson   | 1976–1987          | 0                     | entraîneur           | 2012                | entraîneur   |
| George Karl  | 1998–2003          | 0                     | entraîneur           | 2022                | entraîneur   |

## Maillots retirés
Les maillots retirés de la franchise des Bucks sont les suivants :
- 1 - Oscar Robertson
- 2 - Junior Bridgeman
- 4 - Sidney Moncrief
- 8 - Marques Johnson
- 10 - Bob Dandridge
- 14 - Jon McGlocklin
- 16 - Bob Lanier
- 32 - Brian Winters
- 33 - Kareem Abdul-Jabbar

## Récompenses du All-Star Week-End

### Sélections au All-Star Game
Liste des joueurs sélectionnés pour le All-Star Game, en tant que joueur des Bucks de Milwaukee :
- Jon McGlocklin – 1969
- Flynn Robinson – 1970
- Kareem Abdul-Jabbar (x6) – 1970, 1971, 1972, 1973, 1974, 1975
- Oscar Robertson (x2) – 1971, 1972
- Bob Dandridge (x3) – 1973, 1975, 1976
- Jim Price – 1975
- Brian Winters (x2) – 1976, 1978
- Marques Johnson (x4) – 1979, 1980, 1981, 1983
- Bob Lanier – 1982
- Sidney Moncrief (x5) – 1982, 1983, 1984, 1985, 1986
- Terry Cummings (x2) – 1985, 1989
- Ricky Pierce – 1991
- Alvin Robertson – 1991
- Vin Baker (x3) – 1995, 1996, 1997
- Glenn Robinson (x2) – 2000, 2001
- Ray Allen (x3) – 2000, 2001, 2002
- Michael Redd – 2004
- Giánnis Antetokoúnmpo (x9) – 2017, 2018, 2019, 2020, 2021, 2022, 2023, 2024, 2025
- Khris Middleton (x3) – 2019, 2020, 2022
- Jrue Holiday – 2023
- Damian Lillard (x2) – 2024, 2025

### MVP du All-Star Game
- Giánnis Antetokoúnmpo – 2021
- Damian Lillard – 2024

### Entraîneur au All-Star Game
- Larry Costello (x2) – 1971, 1974
- Mike Budenholzer – 2019
- Doc Rivers – 2024

### Vainqueur du concours à 3 points
- Ray Allen – 2001
- Damian Lillard – 2024

## Distinctions en fin d'année

### All-NBA Team

#### All-NBA First Team
- Kareem Abdul-Jabbar (x4) – 1971, 1972, 1973, 1974
- Marques Johnson – 1979
- Sidney Moncrief – 1983
- Giánnis Antetokoúnmpo (x7) – 2019, 2020, 2021, 2022, 2023, 2024, 2025

#### All-NBA Second Team
- Kareem Abdul-Jabbar – 1970
- Oscar Robertson – 1971
- Marques Johnson (x2) – 1980, 1981
- Sidney Moncrief (x4) – 1982, 1984, 1985, 1986
- Terry Cummings – 1985
- Giánnis Antetokoúnmpo (x2) – 2017, 2018

#### All-NBA Third Team
- Terry Cummings – 1989
- Vin Baker – 1997
- Ray Allen – 2001
- Michael Redd – 2004
- Andrew Bogut – 2010

### NBA All-Rookie Team

#### NBA All-Rookie First Team
- Kareem Abdul-Jabbar – 1970
- Bob Dandridge – 1970
- Marques Johnson – 1978
- Vin Baker – 1994
- Glenn Robinson – 1995
- Andrew Bogut – 2005
- Brandon Jennings – 2010
- Malcolm Brogdon – 2017

#### NBA All-Rookie Second Team
- Ray Allen – 1997
- T. J. Ford – 2004
- Giánnis Antetokoúnmpo – 2014

### NBA All-Defensive Team

#### NBA All-Defensive First Team
- Kareem Abdul-Jabbar (x2) – 1974, 1975
- Sidney Moncrief (x4) – 1983, 1984, 1985, 1986
- Paul Pressey (x2) – 1985, 1986
- Alvin Robertson – 1991
- Giánnis Antetokoúnmpo (x4) – 2019, 2020, 2021, 2022
- Eric Bledsoe – 2019
- Jrue Holiday (x2) – 2021, 2023
- Brook Lopez – 2023

#### NBA All-Defensive Second Team
- Kareem Abdul-Jabbar (x2) – 1970, 1971
- Quinn Buckner (x4) – 1978, 1980, 1981, 1982
- Sidney Moncrief – 1982
- Paul Pressey – 1987
- Alvin Robertson – 1990
- Giánnis Antetokoúnmpo – 2017
- Eric Bledsoe – 2020
- Brook Lopez – 2020
- Jrue Holiday – 2022